# هدوء قاتل
هدوء قاتل هو فيلم دراما تم إنتاجه في أستراليا وصدر في سنة 1989. من بطولة سام نيل ونيكول كيدمان وبيلي زين.

## القصة
تدور أحداث الفلم في إطار درامي حول زوجين يقررا السفر في رحلة بحرية عبر (المحيط الهادي) ، ليتخطيا حادثة موت ابنهما، وبينما هما في عرض البحر يجدان شخصا يطلب المساعدة للسفينة التي كان على متنها، حيث أن هناك إصابات وحالات خطيرة، وعندما يصلان للسفينة برفقة الناجي الوحيد يجدان الوضع مريبا لا يدعو للاطمئنان .

## الميزانية والإيرادات
بلغت تكلفة إنتاج الفيلم حوالي 10.4 مليون دولار بينما حقق إيرادات تقدر بـ 10.2 مليون دولار.

## وصلات خارجية
- هدوء قاتل على موقع IMDb (الإنجليزية)
- هدوء قاتل على موقع ميتاكريتيك (الإنجليزية)
- هدوء قاتل على موقع روتن توميتوز (الإنجليزية)
- هدوء قاتل على موقع قاعدة بيانات الأفلام العربية
- هدوء قاتل على موقع ألو سيني (الفرنسية)
- هدوء قاتل على موقع Turner Classic Movies (الإنجليزية)
- هدوء قاتل على موقع أول موفي (الإنجليزية)
- هدوء قاتل على موقع بوكس أوفيس موجو (الإنجليزية)
- هدوء قاتل على موقع فيلمافينيتي (الإسبانية)
- هدوء قاتل على موقع قاعدة بيانات الأفلام السويدية (السويدية)